# Лицей № 6 (Миасс)
Лицей № 6 (Миасс, Челябинская область) — муниципальное автономное общеобразовательное учреждение Миасского городского округа. До 2002 года — средняя школа № 6. Старейшая из школ Машгородка (городка машзавода), открывшаяся в 1959 году.

## История
Школа № 6 открылась для детей «первопроходцев» СКБ № 385 и Машгородка в 1959 году: с сентября — с 1 по 4 класс, с ноября — по 7 класс включительно. 5 декабря того же года школа отметила день своего рождения. До сентября 1960 года занятия проводились в помещении котельной.
5 сентября 1960 года школа получила новое здание (ул. Менделеева, 7), где началось обучение с 1 по 10 класс. В здании школы в первые годы работали спортивные секции, клуб шахматистов, музыкальная школа, временный кинозал на 100 мест, столовая, образованный в 1960 году Электротехнический факультет филиала Челябинского политехнического института на Машгородке.
С 1992 года стала работать как инновационная, внедряя новые технологии образования.
В 2002 году школа прошла аккредитацию, получив право называться лицеем. В 2010 году лицею было передано здание школы № 25, которое стало корпусом младшей школы (корпусом № 2 лицея).

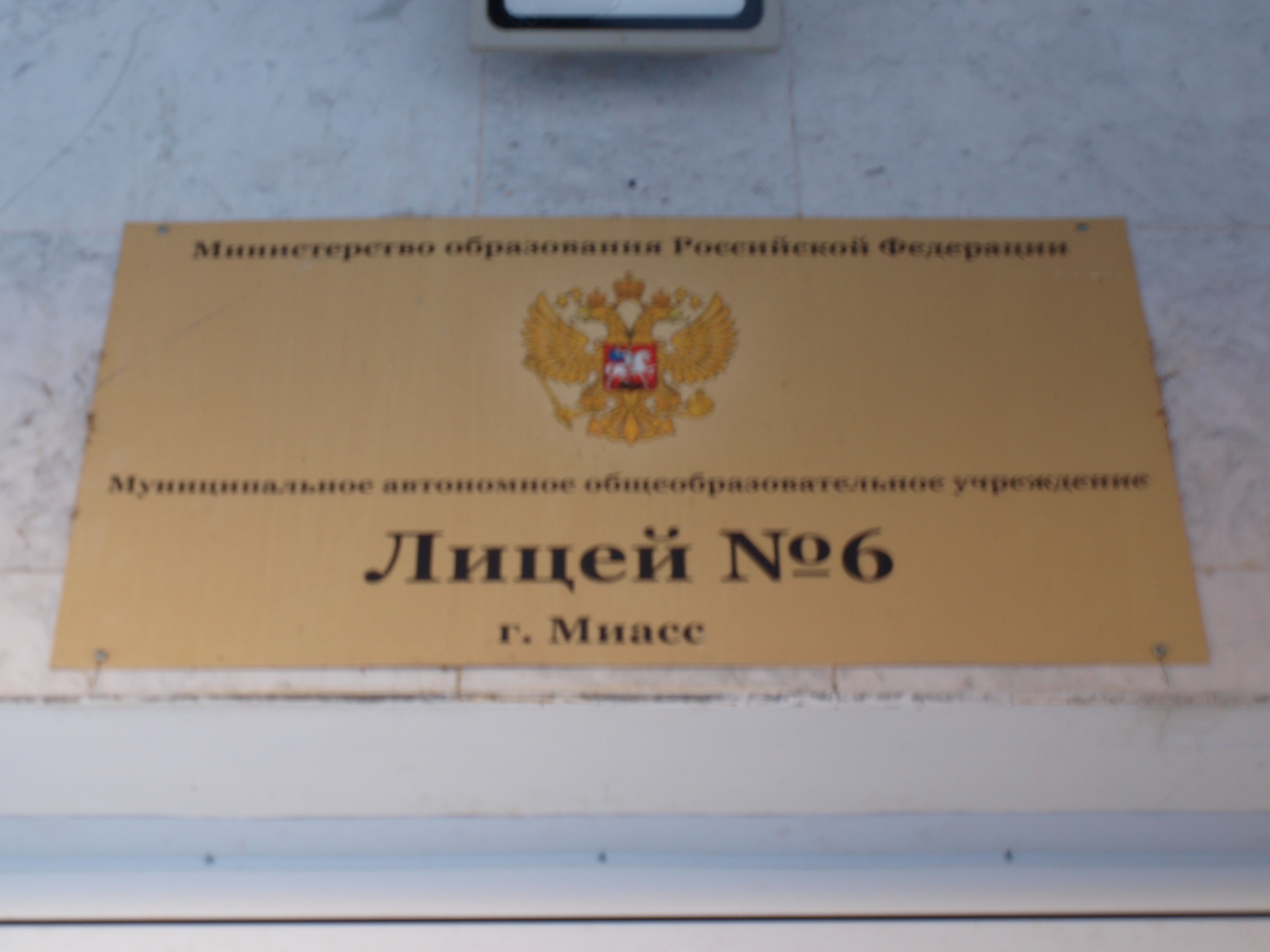

Лицей неоднократно становился победителем конкурсов среди общеобразовательных учреждений, внедряющих инновационные образовательные программы, конкурсов предметных лабораторий и лабораторий для работы с одарёнными детьми. Многие педагоги лицея получили президентские гранты.
В лицее ежегодно проводятся «Дни лицейского братства», «Дни чести школы». День рождения школы отмечается 5 декабря.

## Педагогический состав

### Директора
- Тубина Белла Александровна (1959—1960)
- Салова Руфина Валентиновна (1960—1985)
- 1985—1992 — ?Гафаров Олег Николаевич
- Курамшин Марат Михайлович (1992—2017)
- Полякова Елизавета Дмитриевна (с 2017)

### Известные учителя
- Перегудова Елена Германовна (зам. директора по учебной работе, учитель математики)
- Филимонова Надежда Григорьевна (учитель химии)
- Аристархова Галина Петровна (учитель географии)
- Казанцев Максим Борисович (учитель физики)
- Таттер Тамара Григорьевна (учитель начальных классов)[1]
- Умнова Надежда Васильевна (учитель алгебры и геометрии)

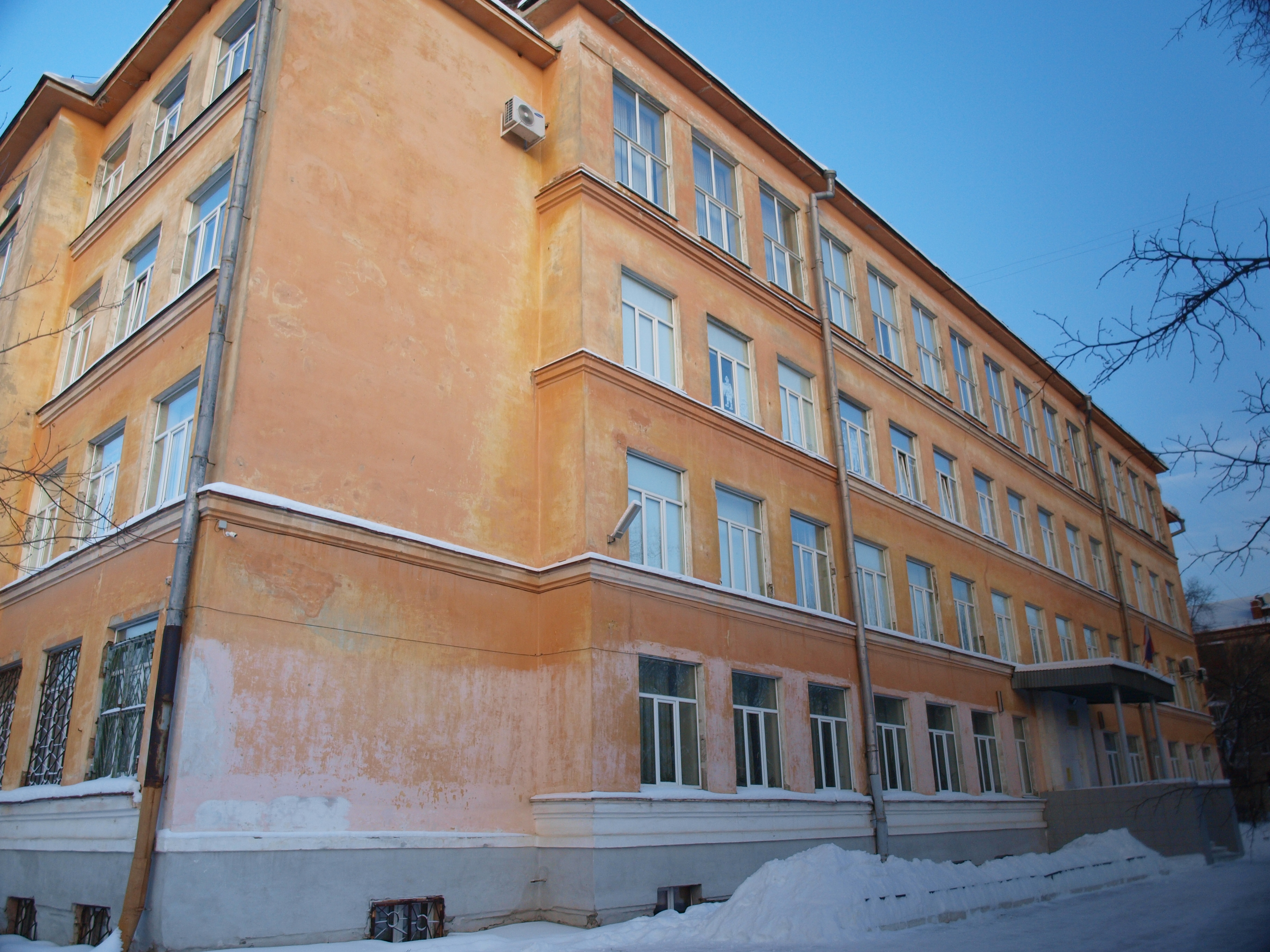
Лицей № 6. Миасс. 1-й корпус.
Вид с юго-западной стороны

## Особенности образовательного процесса
С 8 класса образование осуществляется по профилям: организованы политехнический, естественнонаучный и социально-экономический классы.
В лицее действуют четыре компьютерных класса, лаборатория физики и лаборатория «Начальная школа — школа развития».

## Основные достижения
- Школа № 6 в 1997 году вошла в число 25 лучших школ России[8]
- Удостоена звания «Школа года» (1998, 1999)[3]
- Лицей № 6 вошёл в рейтинг «500 лучших школ России» за 2012—2013 учебный год[9][10][11]
- Лицей № 6 (школа № 6) по результатам ЕГЭ с 2002 года постоянно входит в десятку лучших школ Челябинской области (информация по состоянию на конец 2014 года)[12]

## Воспоминания о школе
- Из воспоминаний Любови Яковлевны Ягунд